# Gagrellula unicolor
Gagrellula unicolor is een hooiwagen uit de familie Sclerosomatidae.